# تيم روبنسون (لاعب دوري الرغبي)
تيم روبنسون (بالإنجليزية: Tim Robinson)‏ هو لاعب دوري الرغبي أسترالي، ولد في 3 أكتوبر 1988 في Baulkham Hills ‏ في أستراليا.